# رناتو میگلیولی
رناتو میگلیولی (انگلیسی: Renato Miglioli; ۳ اکتبر ۱۹۲۱ – 2007) بازیکن فوتبال اهل ایتالیا بود.
از باشگاه‌هایی که در آن بازی کرده‌است می‌توان به باشگاه فوتبال اینتر میلان، باشگاه فوتبال ویچنزا، باشگاه فوتبال کرمونزه، باشگاه فوتبال کاتانیا، باشگاه فوتبال آتالانتا، و باشگاه فوتبال نووارا اشاره کرد.